# Anacolut
L'anacolut és una figura retòrica que consisteix en la manca de coherència sintàctica en la construcció d'un període. És un recurs usat a la poesia per causar estranyesa i remarcar que es tracta d'un registre literari. En la modalitat del solecisme (oblit d'una part de la frase) és un dels errors comuns en l'aprenentatge de l'escriptura formal.

## Etimologia
Anacolut prové del llatí anacoluthon, que al seu torn ve del grec clàssic ἀνακόλουθος (cat. "que no segueix, inconseqüent"), negació d'ἀκόλουθος (cat. "company de viatge").

## Exemples
Els homes que defensen uns principis, totes les conseqüències són acceptades.

## Exemples en altres llengües
| «                                          | Rather proclaim it, Westmoreland, through my host, That he which hath no stomach to this fight, Let him depart. | » |
| — Shakespeare, Enric V IV 3 346-6 (anglès) | |   |

| «                                  | Ah! savez-vous le crime et qui vous a trahie? | » |
| — Jean Racine, Ifigènia) (francès) |                                               |   |

| «                            | mi pasco di quel cibo, che solum è mio, et che io nacqui per lui | » |
| — Nicolau Maquiavel (italià) |                                                                  |   |

| «                                      | "Interea reges ingenti mole Latinus quadriiugo uehitur curru... ...bigis it Turnus in albis | » |
| — Virgili, Eneida XII, 161-164 (llatí) |                                                                                             |   |